# ニュース (2ちゃんねる・5ちゃんねるカテゴリ)
本稿はニュースカテゴリに属する2ちゃんねる（2ちゃんねる (2ch.net)、2ちゃんねる (2ch.sc)、5ちゃんねる）掲示板の一覧である。
ニュースカテゴリは、匿名掲示板2ちゃんねる・5ちゃんねるのカテゴリの1つである。各種ニュースに関する板をまとめたカテゴリであり、ニュース速報+板・ニュース速報板・芸スポ速報+板などがこのカテゴリに含まれる。+板（ぷらすいた）はすべて記者制で、キャップを持つ記者のみがスレッドを立てることができる（完全記者制、詳細は記者キャップを参照）。

## カテゴリの歴史
- 1999年7月4日 - 現ニュース速報板新設 (当時は時事ニュース板)
- 2000年8月9日 - ニュース議論板新設
- 2001年8月18日 - 極東アジアニュース板新設
- 2001年9月11日 - 同時多発テロを受けてニュース速報3板(正式名称 news3 臨時＠ニュース速報板)・ニュース速報4板(正式名称 news4 これでもか＠ニュース速報板)・ニュース速報5板新設
- 2001年9月12日 - 同時多発テロを受けてニュース速報6板(正式名称 news6 まだまだ行くのか?＠ニュース速報板)新設
- 2001年9月13日 - ニュース速報3板・ニュース速報4板閉鎖
- 2001年9月14日 - ニュース速報5板・ニュース速報6板閉鎖
- 2001年9月17日 - ニュース速報5板再開
- 2001年9月18日 - ニュース速報5板閉鎖
- 2001年10月17日 - ニュース速報+板新設
- 2001年11月13日 - ニューヨーク航空機墜落を受けてニュース速報6板復活
- 2001年12月1日 - ニュース速報6板閉鎖
- 2001年12月8日 - 現私のニュース速報板新設 (当時はニュース速報7板)
- 2002年1月17日 - アニメ・漫画ニュース速報板・芸能文化音楽速報板新設
- 2002年1月21日 - PCニュース速報板新設
- 2002年2月2日 - サーバーテストのためニュース速報6板復活
- 2002年2月10日 - ニュース速報6板閉鎖
- 2002年3月26日 - 現ニュース実況+板新設 (当時はニュース実況★)
- 2002年6月1日 - 未解決事件板新設
- 2002年7月16日 - 未解決事件板閉鎖
- 2002年8月8日 - バカニュース板新設
- 2002年9月4日 - 芸スポ速報+板新設
- 2003年1月13日 - ビジネスニュース+板新設
- 2003年3月18日 - イラク戦争を受けてニュース速報3板・ニュース速報4板新設
- 2003年3月19日 - ニュース速報3板閉鎖
- 2003年4月23日 - ニュース速報4板閉鎖
- 2003年7月9日 - サーバのリハビリのためニュース速報9板新設
- 2003年7月15日 - ニュース速報9板閉鎖
- 2003年11月20日 - 男性禁制ニュース+板新設
- 2003年12月22日 - 交通情報板新設
- 2004年1月18日 - 痛いニュース+板新設
- 2004年2月17日 - ニュース実況++板閉鎖
- 2004年3月11日 - ニュース速報板がシベリア速報板になる
- 2004年3月16日 - ニュース速報板復活
- 2004年5月29日 - 科学ニュース+板新設
- 2004年7月6日 - ニュース速報板閉鎖
- 2004年7月9日 - ニュース実況++板復活
- 2004年8月11日 - ニュース速報板復活
- 2004年11月5日 - ニュース二軍+板新設
- 2005年4月13日 - 萌えニュース+板新設
- 2005年5月6日 - ゲーム速報板新設
- 2005年5月8日 - 懐かしニュース板新設
- 2006年1月16日 - 社説板新設
- 2006年1月24日 - 2NN+をnewsnaviサーバにも新設
- 2007年2月1日 - femalenews+板をほのぼの美人ニュース+板に改名
- 2007年3月24日 - お詫び+板新設
- 2009年6月23日 - ほのぼの美人ニュース+板をほのぼのニュース+板に改名
- 2010年12月2日 - WikiLeaks板新設
- 2014年3月26日 - アジア速報+板新設
- 2014年4月11日 - 社説+板新設
- 2014年5月21日 - SNSニュース＋板新設
- 2014年7月5日 - 政治ニュース＋板新設

## 掲示板
36枚の板からなる。（2023年5月現在）

### 速報headline
速報headlineは、ニュース関係の板で立てられたスレッドを新しいもの順に表示している掲示板。書き込みは出来ず、厳密には板ではない。

### ニュース速報板
ニュース速報板では速報性の高いニュースを扱う。通称「ν速（にゅーそく）」「N即」。住人は「ニュー速民」と呼ばれる。
2ちゃんねる初期から存在する「速報性のあるニュースについて議論する掲示板」である。多数のネタが発祥した地としても知られており、有名な「田代祭」もこの板を中心に行われた。また実況chやニュー速VIP等の数多くの板を生み出す母体となった板でもある。
設立初期～中期の頃は所謂専門板と掛け持ちをしていた住人も多く、また書き込み頻度も他専門板とは比べ物にならない程多かったために、特に平日深夜にかけては「深夜組」「本職」と呼ばれていた住人たちによって非常に高度なレスバトルも活発に行われていた。アメリカ同時多発テロの際には、事件直後に首謀者をウサマ・ビン・ラディンであると特定するなど、有名な各事件の関係者と思われるレスも少なくなかった。
ニュー速全盛期とも言われている2000年代中頃までは、まだインターネットに対しての法整備も全く進んでいなかったため、児童ポルノや違法ダウンロードなどに関するスレッドも多く建てられた。それに便乗してブラクラやグロ画像へのリンクを踏ませるように仕向ける住人も多かったため、善意のユーザーにより「リンク先を検証する」という事をインターネット上で初めて行ったのもニュース速報板であった。また、住人の意向により「超あぷろだ」とサイトが作られたが、開設当初より違法ファイルなどをやり取りするような無法地帯となってしまい、程なくして閉鎖となった。当時はスマートフォンはおろかSNSという概念がほとんど無く、日本のインターネット上のあらゆる情報が2ちゃんねるを中心に集積されていたため、地震発生時や重大なニュースが速報された際は、情報収集のためニュース速報板にアクセスが集中してサーバーダウンすることも度々あった。特に地震発生時は、近隣に住んでいると思われる住人が地震直後にスレッドを立てるため「世界一速い地震速報」とも呼ばれることもあった。
2004年、住人たちが運営やFOX★に対して「聖戦」と称して各板に決起を呼びかけたため、運営によって様々な実験場として使われていくことになってしまった。そしてニュース速報(VIP)板の開設で一時は書き込み数が2ちゃんねるトップ10以下になっていたが、2009年頃からは回復し始め、2011年には1日の書き込み数が過去最高となり1位になることが増えていた。
しかし、2012年1月から2ちゃんねる系まとめサイトへの反感からニュース速報（嫌儲）板へ移住する者が大量に発生し、トップ10以下どころか100位以下となり同年2月には120~130位まで落ちる。
スクリプト対策のため書き込みにもBEとLv.3以上の忍法帖が必要になり、人数こそ少ないものの板は機能している。

#### 歴史
※ 連投規制は samba24、スレ立て規制(BBS_THREAD_TATESUGI)はTATESUGIと表記する。
- 1999年7月4日 - 「時事ニュース」と言う名前で新設（2ch.net）
- 2004年3月11日 - 一時閉鎖。シベリア速報になる。
- 2004年4月5日 - FOX ★が速報headlineからニュー速を破門する。
- 2004年4月26日 - 復活。シベリア速報がニュース速報に戻る。
- 2004年6月14日 - kuso が導入される。
- 2004年6月18日 - ニュース速報(VIP)板が新設
  - kusoによって落ちたスレはニュース速報(VIP)板に行くように設定された
- 2004年7月6日 - 一時閉鎖。これにより住民がニュース速報(VIP)板に大幅に移ることになる。
- 2004年7月頃 - kusoが停止される。
- 2004年8月11日 - 復活。タイトルから「元祖」の文字が外れる。
- 2007年2月26日 - ランダム強制名無しになる(トリップも不可)、ID、PC携帯識別符号(BBS_SLIP)も無くなる。●があれば回避可能。samba24=20
- 2007年3月10日 - FOX ★によって名前欄に書き込みを行った都道府県名が表示されるようになる。
  - 未対応のISP及び携帯からは「チリ」と表示される。
  - DION（現au one net）など対応できないISPは「アラバマ州」と表示される。
  - 未対応のSoftbankは「不明なsoftbank」と表示される。
- 2007年3月12日 - 上記の都道府県表示はSoftbankの情報が少ないため、人口の多いニュー速(VIP)に実験場所が移される。よってニュース速報板では普通のランダム名無しに戻る。
- 2008年3月29日 - 名前欄の県名表示が、「書き込みをした都道府県名」表示から「書き込みをした都道府県の名産品」の表示に変わった。
- 2008年4月26日 - 名前欄の表示が従来の「書き込みをした都道府県名」に戻された。
- 2012年1月5日 - シャフトの2ちゃんねるブログが所有するアフィリエイトIDへのリンクミス騒動と、『食べログ』でのステルスマーケティング(以下ステマ)問題を受け名前欄の表示が「アフィリエイトもしくはステルスマーケティングを含んだ言葉＋書き込みした都道府県名」表示に変わった[1]。
- 2012年1月9日～ - 上記ステマ問題を受け、住民がニュー速(嫌儲)(以下嫌儲板)へ一斉に移住。その結果、ニュース板としての機能を失う。名前欄の表示が「列車の愛称＋書き込みした都道府県名」表示に変わる。
- 2012年1月29日～ - 嫌儲板においてステマ行為に対する制裁としてスクリプトレスアンカー爆撃ツールが公開され、旧ニュー速民によって爆撃される(球速(=野球)の誤字から「トンボがけ」と呼ばれた)。一見するとコミュニティが成立し、レス数が増えているように見えるが、実際はスクリプトである。そのため「ロボ速」などと言われる。その後、ツールが改変され、嫌儲板やその他の板にまで爆撃が行われた。
- 2012年1月31日 - 爆撃に対処する為書き込みにBEログインが必須になる(ポイントは不要)が、自動的にBE取得・ログインするツールが出た為いたちごっこの様相を呈するようになる。
- 2012年2月5日 - 書き込みにBEログインに加え、忍法帖Lv.3以上が必須になり、さらなる書き込み数の減少に。
- 現在は爆撃も収まりBEログインは必須ではないが、板としての勢いは衰えている。
- 2013年11月 - 転載が禁止されている嫌儲板からニュース速報板にレスをロンダリングする事で2chまとめブログへ転載を行っている事への制裁として、嫌儲民からレスを自動的に投稿するスクリプトで再度爆撃される。

#### 名無しの表示
2007年までは「番組の途中ですが名無しです」であった。名前欄の表示は名無しが、ランダム（書き込みを行った県名）（例: コンビニ（東京都））となっている。
しかし、2008年3月29日から書き込みを行った「県名」ではなく「書き込みを行った都道府県の名産品」（例: コンビニ（もんじゃ））となった。（従来表示の「東京」＝「もんじゃ」）その後この変更に対しての批判に対応してかは不明だが、1か月近く経った2008年4月26日に名前欄は従来通りの県名表示に戻った。
なお、「名産品名」への変更は「書き込みを行った県名表示」をしていた他の板でも導入されていた。（例：地震板など）。
ちなみに地震板ではニュース速報板よりも早く従来の県名表示に戻された。
ちなみに名産品は必ずしも書き込んだ利用者が位置する県名で表示されるとは限らず、例外がある。例外としては
- （アラバマ州）- DION（現au one net）など対応できないISP
- （dion軍） - au one netからの書き込み
- （コネチカット州） - NTTDoCoMo携帯電話からの書き込み
- （catv?） - 判別できないISP

などがある。

### ニュース速報+板
ニュース速報+板（以下ニュー速+板）はニュース全般を扱う板であり、社会・政治・国際・経済から、ネットの話題や地方ニュースまで、様々な範囲をカバーする。2001年10月17日に新設されたニュース速報板とは異なり、キャップを持った“記者”以外はスレッドを立てられない完全記者制である。略称は「ニュー速+」の他に「ν速+」「N速+」「+」などがある。
ニュースがマスメディアで報じられてからスレッドが立つまでの時間は早いが、原則としてマスメディアのソースがなければスレッドが立てられない（ただし各マスコミサイト掲載のソースでなくともかまわない。各メディアを写真にとるかスキャナでスキャンして画像をアップロードする形でも受理される）。
現在では「4日ルール」が適用されており、最初にスレが立ってから4日間（96時間）経過すると、次のスレが立てられることはない。
韓国・北朝鮮・中国に関するスレは専門の板（東アジアnews+板など）があるために規制されているとされてきたが、時代の経過とともにその規制も形骸化し、所謂「何でもあり」というのが現状である。

### ニュース議論板
ニュースを議論するための板。元々は#ニュース速報+板等でスレッドが3以上になったら、こちらに移ろうということになっていたのだが、そういう話は現実には無視されており、ニュース速報+とは無関係に突っ込んだ議論のために立てられたスレッドが多い。

### ニュース実況+板
主な使用方法としてはニュース番組の実況やニュース速報+板の★3以上の継続の場として使われる。略称は「じっぷら」。ニュース系カテゴリの中では、珍しく実況が可能な板である。正式名称はニュース＆天候実況＋＋＠2ch掲示板。
ローカルルールとして、原則的にキャップを持っている人だけがスレを立てることができるが、「実験中」のため★（キャップ持ち）以外のスレが立つこともある。ただし、★以外のスレは、たまたま立ってしまうだけである。★は「★らしく」。改竄・捏造・思想・私怨は厳禁である。
もともとニュースカテゴリと実況chの両方に属していたが、2014年4月に実況chから削られている。
歴史
2002年3月26日 - 名称：ニュース実況★として新設（news）
2002年7月16日 - "ニュース実況"に名称変更
2003年2月1日 - "ニュース速報＋(臨時)＋"に名称変更
2004年2月17日 - 閉鎖
2004年7月9日 - 名称：ニュース実況＋＋として復活
2007年1月7日 - "ニュース&天候実況＋＋"に名称変更
2014年4月 - 実況chから外されニュースカテゴリのみとなる。

### 芸スポ速報+板
芸能・音楽・スポーツニュース速報+板（以下芸スポ+板）は芸能ニュース全般を扱う完全記者制の板であり、芸能、音楽、スポーツから、ネットの話題や地方のスポーツ、そして祭礼まで、様々な範囲をカバーする。
有名人記者
芸能・スポーツ関連の「自称」有名人が自ら記者となってスレッドを立てる、「有名人記者」という制度がある。主な記者は以下の通り。
- 藤子まい（「ブスドル」を自称するグラドル）
- 長島☆自演乙☆雄一郎（コスプレキックボクサー）
- ピョコタン（ウンコ系漫画家）
- 七尾有美（元グラドル、KEIRINイメージGIRL「LOVE9」メンバー）
- 杏野はるな（ゲーマーアイドル）
- 加藤貴康（株式会社ジャレコ代表取締役社長）
- 田代まさし（元タレント）

あびるルール
あびる優の「カミングダウト」出演に端を発する不祥事の際には、複数のメディアが立て続けにこの件についての記事を公表したため、芸スポ+板には、あびるに関するスレッドが乱立。「実質★60」まで増えたとされる。2005年当時、FOX ★（2chの運営キャップ）は対策として、「あびるスレは一個だけ立てていい」「記事にはliveplusへの誘導を記載」「dat落ちするまでは次は立ててはいけない」とする暫定の規定「あびるルール」を策定した。

### 芸能音楽速報板
芸能文化音楽速報板は映画や舞台などの芸能や音楽、文化などの情報をやり取りする。
表向きは芸術･文化全般の主に作品やイベントについての速報・ニュースを扱う板で、主に、最新の音楽情報の関連情報が中心である。また、「CDチャート売り上げ予想スレッド」は長期に渡って継続している長寿スレッドだが、このスレッド以外に稼働しているものは同系統の売り上げを扱ったスレッドのみであり、また、前述の芸能ニュースなどは芸能・音楽・スポーツニュース速報+板の方で盛り上がりを見せている。

### 政治ニュース+板
政治のニュースを扱う記者制の板。

### 東アジアnews+板
東アジアnews+板は中国北朝鮮韓国など東アジアのニュースを扱う板。ニュース速報+系のうちの一つであり、以前はニュースカテゴリにあった。キャップを持つ記者（"★"が投稿者名の尾に付いている）だけがスレッドを作成できる権限を持つ（詳細はキャップを参照）。正式名称東アジアニュース速報+板。略称は東亜+（とうあプラス）。
板住民らが特定アジアと称する大韓民国（韓国）・中華人民共和国（中国）・朝鮮民主主義人民共和国（北朝鮮）の3国を始め、東アジア地域に関わるニュースを取り扱う（ニュース速報+板では、前記3国に関するニュースは主要な物に限る役割分担ができている）。ニュースは主に東アジア諸国の事柄が報じられ、ジャンルは最近の事件に限らず政治・経済・歴史・文化・芸能・国際と多岐にわたる。そのほか中華民国（台湾）、ロシア、東南アジア諸国に関するニュースも稀に扱われる。
板設立前はこれらのニュースはニュース速報+板で扱われていたが、北朝鮮の拉致問題や朝鮮総連の関与が次第に明確となり、件数が増え、スレッド内の会話も荒れることも多かったため、専門の板が設立されたようである。
また、韓国、北朝鮮の反日行動、言動に対する、日本側の反韓・反北朝鮮、あるいは人種差別言動の拠点となっており、名無しも韓国と中国を表す「ニダー」と「シナー」の間に、日本人を表す「ショボーン」を挟むことで、「中韓に虐げられる日本人」という世界観を表現している。

#### 歴史
- 2003年4月25日 - 新設（v-vサーバ）
- 2003年6月21日 - 移転（news2サーバ）
- 2004年3月3日 - 移転（news10サーバ）
- 2004年5月19日 - 移転（news17サーバ）
- 2005年1月11日 - 移転（news18サーバ）
- 2005年3月24日 - 支局長制度の実施に伴い、初代支局長に■ φφφ ★が就任する。
- 2005年12月2日 - 第二代支局長に汲み取り式φφφ ★が任命される。
- 2006年4月13日 - 第三代支局長に白菊φφφ ★が立候補し、就任する。
- 2006年12月29日 - 移転（news21サーバ）
- 2007年12月5日 - 移転（news24サーバ）
- 2008年1月12日 - 白菊座φφφ ★（元：白菊φφφ ★）が編集長によって支局長を解任される。
- 2008年9月6日 - 移転（gimpoサーバ）
- 2009年3月17日 - 移転（takeshimaサーバ）
- 2009年8月5日 - 移転（yutori7サーバ）
- 2010年6月14日 - 移転（live28サーバ）
- 2010年6月17日 - 移転（hayabusaサーバ）
- 2010年6月18日 - 移転（live28サーバ）
- 2010年6月25日 - 移転（kamomeサーバ）
- 2010年8月18日 - 第四代支局長にロップイヤーφφφ ★が任命される。

初期の名称は朝鮮半島情勢+板であったが、2003年後半に現在の名称に改名された。

### アジア速報+板
アジア速報+板はアジアのニュースを扱う記者制の板。

### ニュース極東板
極東を中心としたアジアのニュースを扱う板。正式名称は「極東アジアニュース＠2ch掲示板」である。
2001年ごろ、当時のニュース速報板は極東関連のスレが多く乱立し、一部住民からは煙たがられていた。そこで、管理人の西村博之が、ニュース速報板から分離する形で、ニュース極東板を作成した。

### ビジネスnews+板
ビジネスnews+板は完全記者制の経済ニュースを扱う板である。

### 科学ニュース+板
科学に関するニュースを扱う完全記者制の板。

### SNSニュース+板
SNSやブログを情報源としたニュースを扱う板。

### 元気ニュース+板
正式名は「元気ニュース+＠5ch掲示板」。下記の2つの目的を兼ねた、記者制（時々行われる募集に応じて審査にパスした人だけにスレッドの作成を認めるシステム）の板である。
- 他の記者制を取っている板（特にニュース速報+板）で、解任するほどではないものの活動内容に問題がある記者を降格させて再修行させる場所。
- 新人記者に慣れてもらうためにしばらく練習してもらうための場。

新人教育のため、2007年5月17日より教官制度が導入された。教官はφφ ★（支局長補佐）のキャップを持ち、新人記者の指導を行なう。新人記者が本板を卒業する際に、卒業生からお礼を過半数もらえた教官は再度教官職に就くことが可能となり、5期教官職を務めたものはφφφ ★（支局長）キャップが与えられる。完全記者制。

#### 創設の経緯
- 2004年11月2日、イラクで殺害された日本人青年の殺害の様子を撮影したビデオが犯人グループにより公開され、その情報を求める人たちで2chのアクセスが跳ね上がった。（『イラク日本人青年殺害事件』参照）
- 11月4日深夜、パレスチナのアラファト議長の死亡説が流れる（実際には11日死亡）。このため再度2chの負荷が高まることが予想され、対策が練られ始めていた。
- その時、当時ニュース速報+板で、常識的な範囲を超えてむやみに大量のスレ立てをしている数人の記者の処分が検討されることとなった。それでなくても負荷が高まりそうな時に、その対処は急務であった。
- しかし問題の記者にはそれなりにファンもおり、解任するには忍びないので、当該記者を「二軍」に降格させ、二軍専用の板の記者になってもらい、そちらで好きなだけスレッドを立ててもらうこととした。
- この時降格されることになった記者および自分もそこに行きたいと表明した記者のハンドルがたまたま全員動物の名前を含んでいたため、これだとまるで「どうぶつニュース+」だなという話になり「げんきっこどうぶつニュース+@2ch掲示板」の名前になった（板id=wildplus）。つまりこの板の名前は、動物のニュースを書く板ではなく、動物がニュースを書く板という意味である。
- 2004年11月5日 板創設。当時のサーバーはlive14。これはこのサーバーに過去の板移転の経緯から、たまたま記者のデータベースが残っていたためである。
- その後live26 → news22 と移転する。

過去にニュース速報から分離された板の多くが、スレッドや住民の隔離を目的としていたのに対し、この板は本来は運営側であるはずの、記者の隔離を目的としたユニークな板である。
あわせて、新しく記者になる人も今後はこの板でしばらく練習してもらい、活動内容を見てから一軍の記者に昇格させようということで、新人修行の場も兼ねることとなった。

### ローカルnews+板
さまざまなニュースを女性の立場から論評したり感想を書いたりする完全記者制の板。女性に関するニュースを扱う板ではない。過去にfemalenews+、ほのぼの美人ニュース+、ほのぼのnews+という名前だった。

### 痛いニュース+板
痛いニュース+板（以下痛い+）はお間抜なニュース、いわゆるDQNなニュースを扱う完全記者制の板。
ローカルルールに、「アレなニュース」「お粗末なニュース」はニュース速報+板ではなくこの板でカバーするように明記されている。「痛いニュース」であればどんなスレッドを立ててもよい、板名に「速報」の文字がないのでニュースソースが多少古くてもかまわない、ニュースソースがブログでもかまわないなど、記者に対する制限が非常に緩い。2004年1月18日に新設。作られた理由は2ちゃんねる管理人・ひろゆきの気まぐれ。名無しの由来は、板が新設された当時流行していた振り込め詐欺（当時の名称はオレオレ詐欺）の決まり文句から。

### 萌えニュース+板
萌えニュース+板はオタ関連の話題を取り扱う完全記者制のニュース板である。話題は多岐にわたる事が多い。またそれらに関する事件や現象を二次元要素から三次元要素まで含め扱うことがある。
ニュースカテゴリでは珍しく、マスコットキャラが存在する。板が誕生して間も無く生み出され、板住人に受け入れられた。2007年現在ではその姿は殆ど確認できないが、現在萌えニュース＋で採用されているランダム表示式の看板では、その姿を確認することができる。2008年開催の第3回全板人気トーナメントでは、板マスコットとして大いに活用された。なお、成績は本選1回戦敗退。看板では、改定運用方針以前の2005年4月～2006年末までの、板創設時に示された指針及び理念をアニメGIFで説明する演出がなされている。
歴史
2005年4月13日、開設
2007年3月、板で取り扱える情報の範囲を再制定し、オタ関連を総合的に扱う板としての色合いが強くなった。

### アニメ漫画速報板
アニメや漫画に関するニュースや情報を扱う板。半記者制（キャップのあるスレ立て人以外でもスレッドが立てられる）。

### ゲーム速報板
ゲームに関するニュースや情報を扱う板。半記者制。正式名称は「ゲーム速報＠2ch掲示板」。
その名の通りゲームに関するニュースを扱う板であり、新作ソフトの発表やソフト・ハードメーカーに関する話題が主な内容である。

### PCニュース板
コンピュータ関連のニュースを扱う板。

### お詫び+板
マスメディアや企業、有名人などから発信されるお詫びに関するニュースを扱う完全記者制の板。理由は不明だが、記者は他の＋板記者と兼任できなかったが、現在その規制は緩和され兼任できるようになった。

### 交通情報板
交通情報板は交通機関や道路の交通情報をリアルタイムで扱う板である。正式名称は「交通情報＠2ch掲示板」。

### 緊急自然災害板
2011年3月11日に東日本大震災が発生したため臨時で新設された板である。原発事故に関するスレッドが多い。それ以外には台風や大雨に関するスレッドも立っている。新しく台風が発生するたびに新しいスレッドが立てられる。

当初は緊急自然災害＠超臨時という名称が使用され、カテゴリメニューにも掲載されていなかったが、カテゴリメニューに追加された際に＠超臨時は外された。

### 私のニュース板
個人的なニュースやひとりごとなどを扱う。正式名称は「私のニュース速報＠2ch掲示板」。
何でもありの板で、書き込み内容も本当の私事から単なる雑感、比較的まともな意見から、頭の固い人が見たら不快に感じるもの、2ch以外の掲示板なら即刻管理人に削除されるようなものまで、様々なジャンル、様々なレベル、様々な立場のものに渡っている。
歴史
2001年12月8日 2chの住人が増えるにつれ、ニュース速報板の糞スレ・駄スレの乱立が目立ってきたため、公共のニュースではない私的なニュースはこちらに書いてほしいとのことで、隔離用の板として設立される。当時のニュース速報板には増設分に2,3,4,5,6 と数字が付いていて、その時6までできていたため、この板は「ニュース速報7」の名前になった。この板の愛称「セブン」はこれに由来する。
2002年2月8日 それまでサブタイトルであった「私のニュース速報」が正式名称となる。

### 懐かしニュース板
懐かしニュース板は直近のニュースではなく、過去に取り上げられたニュースについて語られている。芸能ニュースや政治的ニュースなど過去に社会的に耳目を集めた出来事に関するスレが立てられているが、有名犯罪事件に関するスレが立てられていることが多い。

### バカニュース板
くだらないニュースを扱う板。事実上釣り板・ボケ板・雑談板と化している。正式名称は「バカニュース＠2ch掲示板」。
開設してすぐに利用者から私のニュース速報板との区別が曖昧だと質問が出たが、運営側からは、私のニュース速報はレスを期待せずに語りたいことを勝手に語る板、バカニュース板は雑談を含めて自由きままに書き込む板という提示がなされた。
歴史
2002年8月8日22:24頃に唐突に作られた板である。設置作業をおこなった「今いる人」によれば、ニュース速報板にお馬鹿なスレがけっこうあるものの、どんどん削除するのも忍びないので、のびのび馬鹿ニュース書ける場所として提供するものということであった。
- 2002年8月8日 板創設(tmpサーバ)。
- 2002年12月26日 看板ロゴ変更(最初のオリジナル看板ロゴ)
- 2004年12月29日 看板ロゴ変更（javascriptを使用して5種類の新看板ロゴを表示する方式に変更）
- 2009年7月7日 看板ロゴ変更（新たな24種類の看板ロゴに刷新）

### 社説板
新聞社説を扱う板。

### 社説+板
新聞社説を扱う記者制の板。

### WikiLeaks板
WikiLeaksを扱う板。

## その他のニュース板
2ちゃんねるニュース速報+ナビ
通称「2NN」。「ニュース+」を冠する板（つまり完全記者制の板）を解析し、ランキング表示等をしている。厳密には板ではないし、2ちゃんねる外部のサイトである。
世界情勢カテゴリ
世界情勢 (2ちゃんねるカテゴリ)#東アジアnews+板
世界情勢 (2ちゃんねるカテゴリ)#ニュース国際+板
雑談系2カテゴリ
雑談系2 (2ちゃんねるカテゴリ)#ニュース速報(VIP)板
雑談系2 (2ちゃんねるカテゴリ)#シベリア超速報板